# Poto bezocasý
Poto bezocasý (také medvídek makiový, maki medvědovitý, latinsky Arctocebus calabarensis) je malá africká poloopice z rodu poto z čeledi outloňovitých. Žije v tropických deštných pralesích a pokud byly vykáceny, tak i na orné půdě. Mezi země, kde se vyskytuje, patří Kamerun, Nigérie a Rovníková Guinea.

## Popis
Poto bezocasý má jemný, jakoby vlněný kožich. Zatímco zadní končetiny jsou pětiprsté, přední končetiny mají dva prsty dlouhé a dva krátké, z nichž jeden je dokonce menší než náprstek. Navzdory tomu se poto projevuje jako dobrý akrobat. Ve větvích stromů a keřů se pohybuje pomalu a kradmo a sbírá z větviček a listů hmyz, nebo ho příležitostně lapá i v letu. Dosahuje délky až 30 centimetrů.